# Wanderer of time
Wanderer of time is een studioalbum van Gert Emmens als soloartiest.
Hij nam het album zelf op, produceerde het zelf en speelde bijna alle muziekinstrumenten in de periode november 2001-november 2002. Het was het eerste album van Emmens dat een beetje internationale aandacht trok al zij het op beperkte schaal. Hij volgde met Wanderer in de sporen van de Berlijnse School voor elektronische muziek in de stijl van Tangerine Dream. Hij combineerde het met Vangelisklanken door in track 4 de Yamaha CS-synthesizer te gebruiken. Het werd aangeduid als retro-elektronische muziek. 

## Musici
- Gert Emmens - analoge en digitale synthesizers
- Jan Dieterich - gitaareffecten op track 5
- Frank Emmens - gitaar op track 5

## Muziek
| Nr. | Titel                   | Duur  |
| --- | ----------------------- | ----- |
| 1.  | Wanderer of time        | 19:21 |
| 2.  | Gaspra                  | 9:36  |
| 3.  | Alien matter            | 13:41 |
| 4.  | Elektra world           | 12:57 |
| 5.  | The voyage of Voyager 1 | 13:42 |